# Zgornji Gabrnik
Zgornji Gabrnik este o localitate din comuna Rogaška Slatina, Slovenia, cu o populație de 134 de locuitori.